# 三上英夫
三上 英夫（みかみ ひでお、1890年6月24日 - 1982年11月6日）は、青森県出身の官僚、実業家。

## 経歴
- 1890年6月24日、青森県にて出生。
- 明治大学卒業。
- 農商務省にて官僚生活の後、東京動産火災保険を経て東神火災保険に移る。
- 1940年 専務
- 1941年 東京動産専務兼任
- 1944年 両社合併により大東京火災海上専務に就任。
- 1952年 社長
- 1957年 退任
- 1982年11月6日死去。92歳。